# Халитовская (платформа)
Халитовская — остановочный пункт в Ломоносове на перегоне Старый Петергоф — Ораниенбаум I, построенный в начале XX века и разобранный в 1920-х годах. Располагалась севернее перекрёстка Дворцового проспекта и улицы Красного Флота.

## История
Платформа была построена в 1864 году для так называемых «летних» составов: к танк-паровозу без тендера, имевшему топливные баки по бокам котла, прицеплялся двухэтажный импортный вагон с внешними лестницами. Эти поезда ходили по перегону Старый Петергоф — Ораниенбаум I.
Платформа была демонтирована в 1920-х годах, тем не менее одноэтажное кирпичное здание вокзала существовало ещё около 100 лет.
В 2016 году КГИОП отказался брать здание под охрану в качестве выявленного объекта культурного наследия, мотивируя тем, что вокзал «находится в состоянии, близком к руинированному: разрушен тамбур, утрачены кровля и заполнения оконных и дверных проёмов». «Объект не имеет выраженных стилистических признаков, позволяющих судить о его первоначальном архитектурном решении», — говорится в сообщении КГИОПа.
Не позднее 30 мая 2024 здание вокзала было снесено